# Schaumburg-Lippe
Schaumburg-Lippe war bis 1946 ein selbständiges deutsches Land (Grafschaft, Fürstentum, Freistaat) im Gebiet des heutigen Niedersachsen, zwischen der Region Hannover und der westfälischen Grenze gelegen. Der Name bezieht sich auf die alte Grafschaft Schaumburg, deren Herrschergeschlecht 1640 erloschen war, und die Grafen zur Lippe, die 1647 aus einer Nebenlinie die Regenten der neu gebildeten Grafschaft „lippischen Anteils“, das Haus Schaumburg-Lippe, stellten. Hauptstadt war Bückeburg.
Den nördlichsten Teil des Gebietes bildete das Steinhuder Meer, in dem sich die ehemalige schaumburg-lippische Inselfestung und Militärschule Wilhelmstein befindet. 1946 wurde Schaumburg-Lippe als Landkreis Teil des neuen Landes Niedersachsen und hier dem Regierungsbezirk Hannover zugeordnet. 1977 wurde der Landkreis im Zuge der Gebiets- und Verwaltungsreform mit dem Großteil des Kreises Grafschaft Schaumburg vereinigt; beide bilden seitdem zusammen den Landkreis Schaumburg.

## Bevölkerung
Der 340,2 km² große Staat zählte
- 1766: 17.000 Einwohner
- 1836: 26.400 Einwohner
- 1881: 33.133 Einwohner
- 1905: 44.992 Einwohner
- 1934: 50.669 Einwohner
- Mai 1939: 54.162 Einwohner

## Religion
Die Bevölkerung der noch ungeteilten Grafschaft Schaumburg war seit der Einführung der Reformation durch die Grafen von Schauenburg im Jahre 1559 lutherisch. Dies blieb auch so, als nach der Teilung 1647 das reformierte Haus Lippe die Herrschaft übernahm. Katholiken (1,3 Prozent), Juden (0,4 Prozent) und Konfessionslose bildeten bis zum Zweiten Weltkrieg unbeträchtliche Minderheiten.
Die Evangelisch-Lutherische Landeskirche Schaumburg-Lippe besteht bis heute in den Grenzen des einstigen Territoriums. Ihr Bischof (bis 1949 Landessuperintendent) hat seinen Sitz in Bückeburg.

## Geschichte

### Frühe Neuzeit
Schaumburg-Lippe entstand 1647 durch die Aufteilung der Grafschaft Schaumburg zwischen dem Haus Braunschweig-Lüneburg, den Landgrafen von Hessen-Kassel und den Grafen zur Lippe. Graf Otto V. zu Holstein-Schaumburg hatte während des Dreißigjährigen Krieges 1640 auf Einladung des schwedischen Feldmarschalls Johann Banér an einer Versammlung der Kriegsparteien in Hildesheim teilgenommen, die mit einem Gastmahl und Trinkgelage endete, bei dem einige Teilnehmer vergiftet worden sein sollen. Am 15. November 1640 verstarb mit dem jungen und noch kinderlosen Grafen der letzte männliche Vertreter seines Geschlechts. Sein Erbe wurde in den Folgejahren aufgeteilt. In mehreren Verträgen wurde die Teilung 1647 festgelegt und im Oktober 1648 im Westfälischen Friedensvertrag bestätigt. Als Ergebnis dieser Teilung gab es ab 1647 eine mit Hessen-Kassel durch Personalunion verbundene Grafschaft Schaumburg (hessischen Anteils) und im verbleibenden Gebiet die Grafschaft Schaumburg-Lippe, in der eine Nebenlinie des lippischen Grafenhauses regierte, begründet von Graf Philipp I. von Lippe-Alverdissen.
Die Existenz des kleinen Territoriums war von Beginn an schwierig. Zunächst wurden wichtige Einrichtungen gemeinsam mit dem hessischen Teil, der Grafschaft Schaumburg, weiter genutzt, wie (nur kurzfristig) die Landstände, vor allem aber der ertragreiche Bergbau (Samtbergbau) der Bückeberge. Da zudem die Landgrafen von Hessen-Kassel weiterhin Lehnsherren der Bückeburger blieben, war die territoriale Unabhängigkeit immer gefährdet. Als Folge dieser Gefährdung entwickelte Graf Wilhelm (Regentschaft 1748–1777) seine spezifische Form der Landesverteidigung mit einem zwar in absoluten Zahlen kleinen, für das Land aber großem stehenden Heer von bis zu 1000 Mann. Außerdem baute er den Wilhelmstein und das Wilhelmsteiner Feld. Zuvor hatte sein Großvater Graf Friedrich Christian durch eine eigenwillige Politik die Existenz der Grafschaft in Frage gestellt.
Wilhelm hinterließ zwar eine Armee, aber auch viele Schulden, die seinen Nachfolger Philipp Ernst in eine tiefe innenpolitische Krise stürzten. Nach dessen Tod erhob Hessen-Kassel Erbansprüche und besetzte 1787 im Bückeburger Streit das Land, konnte aber durch hannoversches und preußisches Eingreifen zum Rückzug gezwungen werden. Anschließend wurde für den noch jungen Erbgrafen Georg Wilhelm ein Vormund eingesetzt, der zusammen mit der Mutter Juliane die Regentschaft ausübte.

### Deutscher Bund und Kaiserreich

Vereinstaler mit Wappen des Fürstentums Schaumburg-Lippe

Nachdem Graf Georg Wilhelm (1784–1860) 1807 die Regierung übernommen hatte, wurde er am 18. April 1807 durch Beitritt zum Rheinbund faktisch zum Fürsten erhoben (siehe: Erhöhung der Grafschaft Schaumburg-Lippe zum Fürstentum 1807). 1815 trat das Fürstentum dem Deutschen Bund bei. Georg Wilhelm, der zunächst noch innenpolitische Reformen unterstützt hatte (Einführung einer modernen Grundsteuer 1812, Landstände mit einer Vertretung der Bauern 1815), musste beim Wiener Kongress feststellen, dass das Land keine Gebietserweiterung erwarten konnte und mit einer Mediatisierung zu rechnen sei. Deshalb wurden in den folgenden Jahren mehrere große Güter in Südosteuropa und in Mecklenburg (hier waren es über 10.500 Hektar) aufgekauft, um eine dauerhafte Absicherung (= Apanage) der fürstlichen Familie zu gewährleisten.
Im Vorfeld des Deutschen Krieges 1866 sollte der Vertreter des Fürstentums beim Frankfurter Bundestag zwar für die Mobilisierung der Armeecorps der Mittelstaaten gegen Preußen stimmen, enthielt sich aber, da ihn die Anweisung seiner Regierung zu spät erreichte. Am 16. Juni 1866 erlaubte Fürst Adolf Georg den Durchmarsch der preußischen Truppen durch sein Gebiet, womit Schaumburg-Lippe offen auf die Seite Preußens trat. Dadurch wurde die Unabhängigkeit des kleinen Staates gesichert. Am 18. August 1866 trat das Fürstentum dem preußischen Bündnis mit den Staaten Norddeutschlands und in Folge dem Norddeutschen Bund bei und wurde nach 1871 ein Bundesstaat des Deutschen Reiches.
Von 1895 bis 1905 versuchte das Fürstenhaus, seine Erbansprüche auf das Fürstentum Lippe in einem rechtshistorisch bedeutsamen Erbfolgestreit durchzusetzen, was ihm jedoch nicht gelang. Der Dichter Hermann Löns lebte von 1906 bis 1909 in Schaumburg-Lippe und fasste seine dortigen negativen Erfahrungen mit der Kleinstaaterei in die scharfe Satire „Duodez“. Fürst Adolf II. zu Schaumburg-Lippe verzichtete in der Novemberrevolution am 15. November 1918 als einer der letzten verbliebenen Monarchen in Deutschland auf seinen Thron. Die Regierung wurde für den Bundesstaat Schaumburg-Lippe bis zur endgültigen Neuregelung der Verhältnisse durch den Arbeiter- und Soldatenrat in Bückeburg übernommen.

### Nach dem Ersten Weltkrieg
Nach dem Ersten Weltkrieg wurde Schaumburg-Lippe ein Freistaat innerhalb der Weimarer Republik.
In Schaumburg-Lippe war die SPD anfangs die stärkste Fraktion im Landtag, und bis zum März 1933 bildete sie darüber hinaus eine regierungsfähige Koalitionsregierung mit der Deutschen Staatspartei. Den von der Landesregierung favorisierten Anschluss des Landes an Preußen lehnte die Bevölkerung in einer Volksabstimmung 1926 mit knapper Mehrheit ab. Ein erneuter Vorstoß zum Anschluss scheiterte 1930 im Landtag an der notwendigen Zwei-Drittel-Mehrheit.
Die Wahlergebnisse sind im Artikel Landtag des Freistaates Schaumburg-Lippe beschrieben.
Verwaltungsmäßig bestand der Freistaat Schaumburg-Lippe aus den Landkreisen Bückeburg und Stadthagen, denen 1934 die kreisfreien Städte Bückeburg und Stadthagen eingegliedert wurden.

### Zeit des Nationalsozialismus

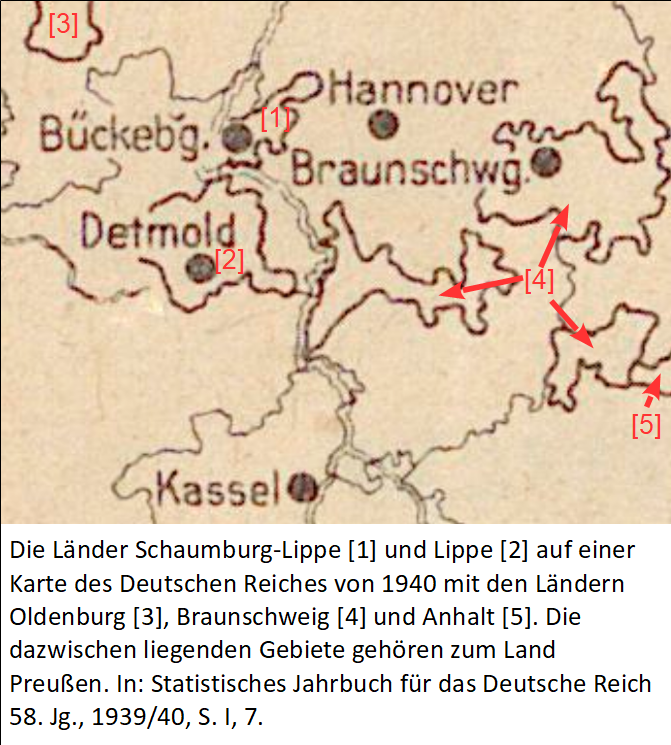

Am 9. März 1933 wurde der schaumburg-lippische Regierungschef Staatsrat Heinrich Lorenz (SPD) von dem Reichskommissar Kurt Matthäi abgesetzt. Dieser übernahm bis zum 29. März 1933 die gemeinsame Landesregierung für die ehemaligen Reichsländer Lippe und Schaumburg-Lippe. Sein Nachfolger war der Landwirtschaftsrat Riecke, der seinerseits am 22. Mai 1933 von dem bisherigen Kreisleiter des NSDAP in Bückeburg Karl Dreier in dieser Funktion, allerdings mit dem neuen Titel eines Landespräsidenten, abgelöst wurde. Durch die vor ihrem Sturz bestehende sozialdemokratische Regierung waren in Schaumburg-Lippe die Reichstagswahlen vom 5. März trotz vieler Einschränkungen noch relativ frei im Vergleich zu anderen Reichsländern. In den ländlichen Gebieten des Landkreises Stadthagen gab es aber schon eine verstärkten Trend zur Wahl der NSDAP, während auf den Dörfern des Landkreises Bückeburg die SPD führend blieb. In den Städten Stadthagen und Bückeburg verhielt es sich genau umgekehrt.
Im Zuge der Gleichschaltung der Länder aufgrund des „Zweiten Gesetzes zur Gleichschaltung der Länder mit dem Reich“ vom 7. April 1933 unter der Hitler-Regierung wurde die Landesregierung dem Nationalsozialisten Alfred Meyer als „Reichsstatthalter in Lippe und Schaumburg-Lippe“ unterstellt, der Landtag wurde aufgelöst. Der Reichsstatthalter besaß anfänglich fast diktatorische Vollmachten. Ab 1934 wurden aber sämtliche Befugnisse der Länder durch das „Gesetz über den Neuaufbau des Reiches“ vom 30. Januar 1934 sowie das „Reichsstatthaltergesetz“ vom 30. Januar 1935 auf die Zentralgewalt des Reiches übertragen. Der Machtverlust auf lokaler Ebene drückt sich auch dadurch aus, dass das Reichsstatthalterbüro in Detmold, später in Heiligenkirchen nur drei bis vier Mitarbeiter zählte, dass sich Meyer, der verschiedene Funktionen und Ämter bis hin in das Reichsministerium für die besetzten Ostgebiete übernahm, in den beiden Lippe kaum sehen und durch den Regierungsrat Karl Wolf vertreten ließ.
Mehrere Mitglieder der einstigen Dynastie Schaumburg-Lippe traten der NSDAP bei, darunter als wohl prominentestes Beispiel Friedrich-Christian Prinz zu Schaumburg-Lippe, der persönliche Referent von NS-Propagandaminister Joseph Goebbels.

### Seit dem Zweiten Weltkrieg
Der schaumburg-lippische Landesrat fungierte 1945/46 als beratender Ausschuss für die Landesregierung. Er hatte 5 Mitglieder und war ein Vorläufer des zwar geplanten, wegen der schnellen Auflösung des Landes aber nicht mehr zusammengetretenen ernannten Landtags von Schaumburg-Lippe. Mit der Verordnung Nr. 46 der britischen Militärregierung vom 23. August 1946, „betreffend die Auflösung der Provinzen des ehemaligen Landes Preußen in der Britischen Zone und ihre Neubildung als selbständige Länder“, erhielt das Land Hannover seine rechtlichen Grundlagen.
Am 23. November 1946 genehmigte die britische Militärregierung die Vereinigung der Länder Braunschweig (mit Ausnahme des östlichen Teils des Landkreises Blankenburg sowie der Exklave Calvörde des Landkreises Helmstedt, die an die sowjetische Besatzungszone fielen und in das Land Sachsen-Anhalt integriert wurden), Hannover (mit Ausnahme des Amtes Neuhaus, das an die sowjetische Besatzungszone fiel und erst 1993 Niedersachsen wieder angegliedert wurde.), Oldenburg und Schaumburg-Lippe zum neuen Land Niedersachsen.
1946 wurden die beiden Landkreise Bückeburg und Stadthagen zum Landkreis Schaumburg-Lippe mit der Kreisstadt Stadthagen vereinigt.
Ein Volksentscheid vom 19. Januar 1975 zur Wiederherstellung des ehemaligen Landes (nach Art. 29 GG) wurde trotz positiven Ausgangs vom Bundesgesetzgeber zurückgewiesen.
Bei der Neuorganisation der Kreise in Niedersachsen wurde der Landkreis am 1. August 1977 mit dem Landkreis Grafschaft Schaumburg (Kreisstadt Rinteln) – der seit 1647 zu Hessen-Kassel, ab 1866 zur preußischen Provinz Hessen-Nassau und erst ab 1932 zur Provinz Hannover gehört hatte – zum neuen Landkreis Schaumburg (Kreisstadt Stadthagen) vereinigt. Die Stadt Hessisch Oldendorf kam zum Landkreis Hameln-Pyrmont. Damit sind heute viele der Gebiete, die bis etwa 1647 schaumburgisch waren, wieder unter einheitlicher Verwaltung (außer Frille, Steinhude, Großenheidorn sowie das schon nach 1640 an das Fürstentum Calenberg gegangene schaumburgische Amt Bokeloh, auch nicht mehr Hessisch Oldendorf mit den zugehörigen Ortsteilen).

## Staatsorganisation

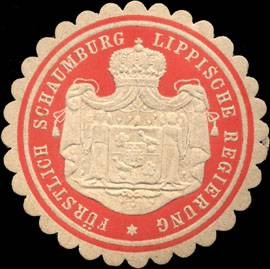
Siegelmarke Fürstliche Schaumburg-Lippische Regierung

Das Fürstentum besaß seit 1867 eine Einzelstimme im Bundesrat. Seine Hauptstadt war Bückeburg, das 1905 lediglich 5500 Einwohner zählte. Verwaltungsmäßig war der Kleinstaat eingeteilt in die zwei Städte Bückeburg und Stadthagen sowie die drei Ämter Bückeburg, Stadthagen und Hagenburg. Seit 1879 war in Bückeburg das fürstlich schaumburg-lippische Landgericht, dem die beiden Amtsgerichte in Stadthagen und Bückeburg unterstellt waren. Aufgrund eines Staatsvertrages mit dem Großherzogtum Oldenburg war das Oberlandesgericht in Oldenburg als Appellationsinstanz zuständig für Fälle aus dem Ländchen. Nach 30 Jahren schloss Schaumburg-Lippe einen Staatsvertrag mit Preußen, wodurch seither die bisher oldenburgischen Aufgaben vom Oberlandesgericht Celle wahrgenommen wurden. Militärisch gehörte das Fürstentum zum Ersatzbezirk des VII. Armeekorps, 26. Brigade, dessen Jäger-Bataillon Nr. 7 in Bückeburg stationiert war. Das Fürstentum Schaumburg-Lippe hatte eine Militärkonvention mit Preußen abgeschlossen.
Nach der Verfassung des Freistaats Schaumburg-Lippe von 1922 lag die gesetzgebende Gewalt im Wesentlichen beim Landtag, der aus 15 Abgeordneten bestand, die auf drei Jahre durch Verhältniswahl gewählt wurden. Für die ausführende Gewalt war die vom Landtag gewählte Landesregierung zuständig, die ein Kollegium aus fünf Mitgliedern war, davon zwei hauptamtlich und drei nebenamtlich. Der hauptamtliche Vorsitzende der Landesregierung führte den Titel Staatsrat. Die innere Verwaltung gliederte sich in die Landkreise Bückeburg und Stadthagen und die Städte Bückeburg und Stadthagen. 1933 bestanden im Kreis Bückeburg 34 Gemeinden und drei gemeindefreie Gutsbezirke, im Kreis Stadthagen bestanden neben den Flecken Hagenburg und Steinhude am Meer 32 Gemeinden und fünf gemeindefreie Gutsbezirke.
Auch im Reichsrat besaß Schaumburg-Lippe eine Stimme, aus Kostengründen leistete man sich aber keinen eigenen Vertreter in Berlin; gemäß einer Absprache zwischen den Landesregierungen stimmte der Vertreter Oldenburgs regelmäßig auch für Schaumburg-Lippe ab.
Die Rechtsprechung im Freistaat Schaumburg-Lippe oblag weiterhin den beiden Amtsgerichten (Stadthagen und Bückeburg) und dem Landgericht Bückeburg; auch das preußische Oberlandesgericht in Celle war kraft eines 1928 noch einmal erneuerten Staatsvertrages weiterhin für Schaumburg-Lippe zuständig.
Das frühere Schaumburg-Lippische Landesarchiv befindet sich heute im niedersächsischen Staatsarchiv Bückeburg.

### Verwaltungsgliederung mit Einwohnerzahlen 1871
| Bückeburg                  | 4.686          |
| Stadthagen                 | 2.579          |
| Amt                        | Einwohner 1871 |
| Arensburg                  | 10.297         |
| Bückeburg                  | 10.297         |
| Hagenburg                  | 6.458          |
| Stadthagen                 | 8.039          |
| Quelle: Volkszählung 1871. |                |

## Herrscher und Regierungschefs

### Grafen
- 1647–1681: Philipp I. (1601–1681)
- 1681–1728: Friedrich Christian (1655–1728)
- 1728–1748: Albrecht Wolfgang (1699–1748)
- 1748–1777: Wilhelm (1724–1777)
- 1777–1787: Philipp II. Ernst (1723–1787)
- 1787–1807: Georg Wilhelm (unter Vormundschaft seiner Mutter Juliane Landgräfin von Hessen-Philippsthal und Graf Ludwig von Wallmoden-Gimborn)

### Fürsten
- 1807–1860: Georg Wilhelm (1784–1860)
- 1860–1893: Adolf I. Georg (1817–1893)
- 1893–1911: Georg (1846–1911)
- 1911–1918: Adolf II. (1883–1936)

### Vorsitzende der Landesregierung
Von 1816 bis 1849 lautete der Titel Regierungsdirektor, von 1849 bis 1885 dann Präsident der Landesregierung und schließlich von 1885 bis 1918 Staatsminister.
- 1816–1824: Heinrich Christoph Spring (1782–1824)
- 1824–1827: Karl Anton König (1749–1827)
- 1827–1833: Christoph Ferdinand Krieger (1763–1833)
- 1833–1849: Georg Joachim Langerfeld (1778–1858)
- 1849–1871: Eduard Lauer von Münchhofen (1795–1871)
- 1871–1885: Vakant
- 1885–1896: Heinrich Wilhelm Karl Spring (1821–1896)
- 1896–1897: Martin Georg Anton von Wegnern (1855–1897)
- 1898–1918: Friedrich von Feilitzsch (Staatsminister)
- 1918–1919: Heinrich Lorenz (SPD) (Vorsitzender des Landesrates)
- 1919–1922: Otto Bömers (parteilos) (Staatsrat und Vorsitzender der Landesregierung)
- 1922–1925: Konrad Wippermann (parteilos) (Staatsrat und Vorsitzender der Landesregierung)
- 1925–1927: Erich Steinbrecher (SPD) (Staatsrat und Vorsitzender der Landesregierung)
- 1927–1933: Heinrich Lorenz (SPD) (Staatsrat und Vorsitzender der Landesregierung)
- 1933: Hans-Joachim Riecke (NSDAP) (Reichskommissar)
- 1933–1945: Karl Dreier (NSDAP) (Landespräsident)
- 1933–1945: Alfred Meyer (NSDAP) (Reichsstatthalter für Lippe und Schaumburg-Lippe)
- 1945–1946: Heinrich Bövers (vormals DDP) (Staatsrat und Vorsitzender der Landesregierung)
- 1945–1946: Heinrich Drake (Landespräsident von Schaumburg-Lippe und des Landes Lippe, eingesetzt durch die britische Militärregierung)

## Wirtschaft
Schaumburg-Lippe hatte eine stark differenzierte Wirtschaftsstruktur. Bis in das 19. Jahrhundert bildete die Landwirtschaft eine wichtige Basis, wobei vor allem der Ackerbau vergleichsweise ertragreich war. Daneben war die Leinenweberei besonders in den nördlichen Gemeinden von Bedeutung. Das Leinen wurde besonders in die Niederlande, aber auch nach Skandinavien exportiert. Im 18. Jahrhundert bildete Wanderarbeit (Hollandgang) eine weitere wichtige Erwerbsquelle für die ländlichen Unterschichten.
Seit dem späten Mittelalter wurde in den Bückebergen Steinkohle abgebaut. Nach der Teilung der Grafschaft erfolgte der Abbau gemeinsam mit der Landgrafschaft Hessen-Kassel („Samtbergbau“); die Einkünfte wurden zwischen den Eigentümern geteilt. Nach 1866 gingen die hessischen Anteile an Preußen über. Der Steinkohlebergbau wurde besonders im 19. Jahrhundert schnell ausgebaut. 1905 wurde sowohl der Georgschacht bei Stadthagen als auch die architektonisch bedeutsame Zentrale in Betrieb genommen.
Mehrere Glashütten entstanden im 19. Jahrhundert am Hang der Bückeberge und in Stadthagen. Sie erreichten aber nie die Bedeutung der in der benachbarten hessischen Grafschaft Schaumburg liegenden Hütten in Obernkirchen (Heye, Stoevesandt) und Rinteln (Stoevesandt).
Ein wichtiger Motor für die Industrialisierung war neben den Bodenschätzen die Eisenbahn. Von der wichtigen Ost-West-Verbindung Köln – Minden – Hannover – Berlin (vgl. Köln-Mindener Eisenbahn) profitierte vor allem das bis dahin bedeutungslose Stadthagen, wo sich nach 1871 viele kleine und mittlere Industriebetriebe niederließen. Mit dem Bau des Georgschachtes bei Stadthagen und der Nord-Süd-Verbindung durch die Eröffnung der Rinteln-Stadthagener Eisenbahn 1900 nahm die Bedeutung der Region noch weiter zu. Mit dem Ende des Steinkohlebergbaus 1961 endete diese Phase schaumburgisch-lippischer Wirtschaft.